# Liste der Mitglieder des Bayerischen Landtages (Königreich, 14. Wahlperiode)
Diese Liste gibt einen Überblick über alle Mitglieder des Bayerischen Landtages in der 14. Wahlperiode des Königreichs Bayern (1875–1881). In die Wahlperiode fallen die Sitzungen des 27. Landtags vom 28. September 1875 bis zum 29. Juli 1876 sowie des 28. Landtages vom 3. Juli 1877 bis 11. Mai 1881.

## Kammer der Abgeordneten

### Präsidium
- Präsident: Karl Freiherr von Ow-Felldorf (1818–1898)
- Vizepräsident: Karl Heinrich von Kurz
- 1. Schriftführer: Edmund Jörg
- 2. Schriftführer: Maximilian Graf von Soden-Fraunhofen
- 3. Schriftführer: Philipp Häuser, 6. Juli 1878 – 5. Februar 1881: Franz Ludwigs, ab 11. Februar 1881: Willibald Rausch (1835–1900)
- 4. Schriftführer: Karl Grießenbeck von Grießenbach (1844–1881), ab 24. Januar 1878: Heinrich Ament

### Abgeordnete

#### A
- Friedrich August Abt (1811–1882)
- Karl von Alwens (1820–1889)
- Heinrich Ament
- Johann Baptist Arbinger (1819–1890)
- Pius Asam
- Friedrich Ernst Aub (1837–1900)
- Georg Auer

#### B
- Martin Bätz (1830–1885)
- Joseph Becher
- Hermann Beckh (1832–1908)
- Friedrich Bergmann
- Franz Birner
- Heinrich Brandenburg
- Georg Brendel
- Johann Evangelist Brückl
- Eugen Ritter von Buhl (1841–1910)
- Franz Burger (1836–1920)

#### C
- Friedrich Conradi
- Karl von Craemer

#### D
- Balthasar Ritter von Daller(1835–1911)
- Michael Datzl (1821–1898)
- Johann Demmler (1834–1902)
- Michael Deuringer (1828–1908)
- Johann Evangelist Diendorfer (1833–1909)
- Anton Dietl
- Hans Alban Freiherr von Dobeneck
- Heinrich Dorn (vor 1869–nach 29. November 1879)
- Franz Xaver Drechsler
- Otto Heinrich Gustav Dürrschmidt

#### E
- Friedrich Eckart
- Gottfried Gotthard Eckart
- Johann Baptist Eckl
- Karl Engert
- Ulrich Erl
- Philipp Eschenbach

#### F
- Johann Nepomuk von Fäustle (1828–1887)
- Heinrich Feigel
- Michael Feurstein
- Ludwig Fr. Alex von Fischer
- August Fleischmann (1826–1887)
- Karl Föckerer (1814–1886)
- Alois Frank
- Friedrich Frank (1832–1904)
- Wolfgang Frankenburger
- Carl Philipp Freyburger
- Andreas Freytag (1818–1905)
- Albert Frickhinger
- Hartmann Graf von Fugger zu Kirchberg und Weissenhorn

#### G
- Franz Xaver Gaisbauer
- Johann Geiger (1836–1898)
- Friedrich Franz Grieninger (1835–1915)
- Karl Sigmund Christian Freiherr von Grießenbeck
- Clemens Clement Grohe
- Ludwig Philipp Groß (1825–1894)
- Wolfgang Gunzenhäuser

#### H
- Aloys Freiherr von Hafenbrädl
- Franz Xaver Freiherr von Hafenbrädl
- Johann Karl Hahn
- Thomas von Hauck (1823–1905)
- Philipp Haeuser
- Max Haushofer Jr. (1840–1907)
- Kasimir Hegele
- Maximilian Heiler
- Josef Johann Baptist Hennemann
- Franz Seraph Henning
- Otto Hermann
- Rudolf Hermann
- Christoph Heimbucher
- Georg Herr
- Carl Herz (1831–1897)
- Otto Heuck
- Mathias Hilgenrainer
- Christoph Johann Chrysostomus Höfer
- Jakob Höh
- Gustav Hohenadel
- Franz Ignaz Holzwarth
- Winfried Hörmann von Hörbach (1821–1896)
- Hubert Horn
- Adalbert Huhn

#### J
- Johann Wilhelm Jakob
- Wilhelm Jegel (1826–1890)
- Edmund Jörg

#### K
- Georg Kallenbach
- Mathias Kasberger
- Jakob Keller
- Johann Evangelist Keller (1824–1910)
- Valentin Kihn (1822–1901)
- Mathias Peter Kinateder (1831–1917)
- Bartholomäus Kirchner
- Anton Gregor Klotz
- Ferdinand Knecht
- Simon Knoll
- Vinzenz Koch (1834–1881)
- Franz Seraphim Köllerer (1839–1879)
- Julius Kopp (1823–1892)
- Adolf Krätzer (1812–1881)
- Konrad Friedrich Krauß
- Heinrich Kraußold (1836–1914)
- Max Kraussold (1833–1901)
- Ferdinand Kuby
- Karl Heinrich von Kurz

#### L
- Friedrich Lampert (1829–1901)
- Anton von Landmann
- Adam Lang
- Ignaz Lampert
- Johann Georg Landes
- Karl Anton Lang (1815–1890)
- Josef von Langlois
- Michael Lauerer (1821–1908)
- Adam Leffer
- Johann Baptist Lerzer (1833–1917)
- Leonhard Leyrer
- Joseph Lindner (1825–1879)
- Johann Link
- Ludwig Louis (1814–1894)
- Franz Ludwigs
- Matthaeus Lugscheider (1824–1897)
- Gerhard Lukas

#### M
- Heinrich Ritter von Marquardsen
- Max Theodor Mayer (1817–1886)
- Michael Mayer
- Georg Mayr
- Franz Mehling
- Matthias Merkle (1816–1881)
- Johann Friedrich Meyer
- Wilhelm Molitor (1819–1880)
- Julius Ferdinand Ritter von Müller
- Hermann von Münch (1819–1883)

#### N
- Emil Neuper

#### O
- Franz Paul Ostermann
- Franz Otto
- Karl Freiherr von Ow-Felldorf (1818–1898)

#### P
- Heinrich von Peßl
- Ernst Petzet
- Joseph Konrad Pfahler (1826–1887)
- Georg Ponschab (1823–1890)

#### R
- Ferdinand Graf von Rambaldi
- Georg Ratzinger (1844–1899)
- Willibald Rausch (1835–1900)
- Karl Reichold
- Georg Reiffel
- Joseph Reitberger
- Friedrich Richter
- Alois Rittler (1839–1890)
- Johann Röckl
- Franz Xaver Rosenberger (1820–1895)
- Mathias Rottmayr
- Kaspar Ritter von Ruppert (1827–1895)
- Franz Anton Rußwurm (1831–1881)

#### S
- Christian Sauerbrey
- Georg Schackert (unbekannt–1875)
- Joseph Schäfler
- Max Scharrer
- Friedrich von Schauß
- August Schels (1829–1886)
- Michael Schierer
- Gustav von Schlör (1820–1883)
- Matthias Schmelcher
- Anton Schmidt
- Karl Heinrich Schmidt (1817–1882)
- Philipp Peter Schmidt (1829–1878)
- Johann Nepomuk Schmidtkonz
- Gustav Schmitt (1832–1905)
- Kleophas Schmitt
- Valentin Schneider
- Franz Anton Schöpf
- Josef Schuster
- Jacob Schüttinger (1816–1877)
- Michael Sedlmeyer
- Franz Ferdinand Seitz (1823–1898)
- Josef Seiz
- Ernst Sellner (1826–1899)
- Joseph Johann Karl Senestrey
- Franz Siebert
- Carl Sing
- Veit Sitting
- Ludwig Sitzler
- Maximilian Graf von Soden-Fraunhofen
- Ignaz Speckner
- Joseph Spett
- Alois Stadler
- Johann Baptist Stamminger (1836–1892)
- Franz August Freiherr von Stauffenberg
- Melchior Stenglein (1825–1903)
- Julius Stief (1827–1896)
- Oskar von Stobäus (1830–1914)
- Johann Michael Strauß
- Christoph Strössenreuther

#### T
- Ludwig Theison
- Johann Michael Then
- Georg Thiem
- Philipp Tillmann (1809–nach 1881)
- Adolph Trauth
- Michael Triller

#### U
- Ignaz Ungemach

### V
- Ludwig Reinhard Vaillant
- Franz Joseph Völk
- Michael Vollmuth

#### W
- Karl Theodor Wagner
- Karl Weidert
- Andreas Weimer (1820–1900)
- Adam Wilhelm Georg Wenglein
- Jakob Werkmeister
- Andreas Weth
- Michael Wildegger (1826–1912)
- Benedikt Winkelhofer (1820–1894)
- Karl Heinrich Wolf
- Johann Nikolaus Wolfrum
- Karl Friedrich Wülfert
- Anton Würth

### Z
- Josef Zach

## Kammer der Reichsräte

### Präsidium
- 1. Präsident: Franz Ludwig Graf Schenk von Stauffenberg
- 2. Präsident: Karl Freiherr Schrenck von Notzing
- 1. Sekretär: Julius Adolph Freiherr von Niethammer (1798–1882)
- 2. Sekretär: Ludwig Heinrich Emil Graf von Lerchenfeld auf Köfering und Schönberg

### Reichsräte
| Inhaltsverzeichnis A B C D E F G H L M N O P Q R S T W |

#### A
- Karl Borromäus Graf von Arco-Valley
- Maximilian Karl Graf von Arco-Valley
- Peter Carl Freiherr von Aretin auf Haidenburg

#### B
- Arnulf Prinz von Bayern (1852–1907)
- Karl Theodor Herzog in Bayern (1839–1909)
- Leopold Maximilian Prinz von Bayern
- Ludwig Prinz von Bayern (1845–1921)
- Ludwig Wilhelm Herzog in Bayern
- Luitpold Emanuel in Bayern
- Luitpold von Bayern (1821–1912)
- Maximilian Herzog in Bayern (1808–1888)
- Maximilian Emanuel Herzog in Bayern
- Otto von Bayern
- Ferdinand Louis Ritter von Böcking
- Eduard Peter Apollonius Ritter von Bomhard
- Max Graf von Bothmer
- Otto Camillus Hugo Gabriel Graf von Bray-Steinburg

#### C
- Friedrich Carl Fürst zu Castell-Castell (1864–1923)
- Wolfgang August Graf zu Castell-Rüdenhausen
- Theodor Freiherr von Cramer-Klett (1817–1884)

#### D
- Joseph Graf von Deym zu Arnstorf Freiherr von Strzitiz
- Pankratius von Dinkel (1811–1894)
- Johann Joseph Ignaz Ritter von Döllinger (1799–1890)

#### E
- Eberhard Franz Graf zu Erbach-Erbach und von Wartenberg-Roth

#### F
- Georg Heinrich Arbogast Freiherr von und zu Franckenstein
- Leopold Karl Fürst Fugger von Babenhausen
- Fidelis Ferdinand Graf von Fugger zu Glött
- Franz Raimund Graf von Fugger zu Kirchberg und Weißenhorn
- Philipp Karl Graf von Fugger zu Kirchheim und Hocheneck

#### G
- Karl Gottfried Graf von und zu Giech
- Maximilian Heinrich Freiherr von Gravenreuth
- Adolph Eberhard Freiherr von Gumppenberg-Pöttmes
- Hermann Freiherr von Guttenberg

#### H
- Adolph Gottlieb Christoph Ritter von Harleß
- Ferdinand Ritter von Haubenschmied
- Chlodwig Fürst zu Hohenlohe-Waldenburg-Schillingsfürst
- Maximilian Karl Graf von Holnstein aus Bayern

#### L
- Ernst Leopold Fürst von Leiningen
- Ludwig Heinrich Emil Graf von Lerchenfeld auf Köfering und Schönberg
- Eugen Freiherr von Lotzbeck auf Weyhern
- Wilhelm Paul Fürst zu Löwenstein-Wertheim-Freudenberg
- Karl Heinrich Fürst zu Löwenstein-Wertheim-Rosenberg (1834–1921)

#### M
- Carl Joseph Maria Graf von Maldeghem
- Joseph Maximilian Graf von Montgelas
- Carl Heinrich Graf von der Mühle-Eckart auf Leonberg

#### N
- Wilhelm Gottlieb Ritter von Neuffer
- Ludwig Ritter von Neumayer
- Ludwig Felix Freiherr von Niethammer

#### O
- Otto Karl Fürst von Oettingen-Oettingen und Oettingen-Spielberg
- Karl Friedrich Krafft Ernst Fürst von Oettingen-Oettingen und Oettingen-Wallerstein
- Franz Karl Rudolph Graf zu Ortenburg-Tambach
- Friedrich Karl Graf zu Ortenburg-Tambach

#### P
- Ludwig Ferdinand Graf von Pappenheim
- Adolph Ritter von Pfretzschner
- Julius Johann Freiherr von Ponickau auf Osterberg
- Georg Benedikt Ritter von Poschinger auf Frauenau
- Sigmund Freiherr von Pranckh (1821–1888)
- Conrad Graf von Preysing-Lichtenegg-Moos

#### Q
- Otto Friedrich Graf von Quadt zu Wykradt und Isny (1817–1899)

#### R
- Albert Ulrich Graf von Rechberg und Rothenlöwen (1803–1885)
- Friedrich Ludwig Graf von Rechteren und Limpurg (1811–1909)

#### S
- Karl Theodor Graf von und zu Sandizell (1865–1939)
- Gregor von Scherr (1804–1877)
- Clemens August Graf von Schönborn-Wiesentheid
- Friedrich Ritter von Schreiber
- Karl Freiherr Schrenck von Notzing
- Maximilian Joseph Sixtus Graf von Seinsheim-Grünbach
- Clemens Friedrich Graf Schenk von Stauffenberg

#### T
- Maximilian Konrad Graf von Toerring auf Seefeld
- Clemens Maria Graf von Toerring-Jettenbach Freiherr von Seefeld (1826–1891)
- Max Freiherr von Truchseß-Werzhausen

#### W
- Hugo Philipp Graf von Waldbott-Bassenheim
- Wilhelm Franz Fürst von Waldburg zu Zeil und Trauchburg
- Karl Friedrich Fürst von Wrede
- Karl Philipp Veit Freiherr von Würtzburg